# 赤山里 (堡里)
赤山里，是台灣南部自清治時期至日治初期的一個行政區劃，其範圍包括今高雄市的鳥松區全部、鳳山區北部及三民區東部。
赤山里北邊為半屏里、觀音下里，東邊及東南邊小竹上里，西南邊為大竹里，西北邊為興隆內里。

## 管轄街庄
赤山里共轄12個庄：
- 今鳥松區境內：山仔腳庄、鳥松腳庄、夢裡庄、崎仔腳庄、十九灣庄、田草埔庄、大腳腿庄、坔埔庄
- 今鳳山區境內：赤山庄、牛潮埔庄
- 今三民區境內：灣仔內庄、本館庄